# 楠岡英雄
楠岡 英雄（くすおか ひでお、1950年〈昭和25年〉12月27日 - ）は、日本の医師、医学者。専門分野は循環器内科学、医用生体工学、医療情報学。

## 来歴
1975年（昭和50年）3月、大阪大学医学部を卒業。卒業後、大阪大学医学部附属病院、桜橋渡辺病院を経て、1977年（昭和52年）9月に大阪大学に採用され、同工学部助手、同医学部助手を務めた。その後、ジョンズ・ホプキンズ大学医学部助教授、大阪大学医学部附属バイオメディカル教育研究センター助教授、国立大阪病院臨床研究部長、同副院長などを歴任。
2007年（平成19年）4月、国立病院機構理事兼国立病院機構大阪医療センター病院長に就任。
2016年（平成28年）4月1日、国立病院機構理事長に就任。
2019年（平成31年）4月1日、国立病院機構理事長に再任。
2024年（令和6年）3月31日、国立病院機構理事長を退任。

## 年譜
- 1975年（昭和50年）
  - 3月 - 大阪大学医学部卒業[2][4]
  - 7月 - 大阪大学医学部附属病院[2][4]
- 1976年（昭和51年）7月 - 桜橋渡辺病院[2][4]
- 1977年（昭和52年）9月 - 大阪大学工学部助手[2][4]
- 1983年（昭和58年）5月 - 大阪大学医学部助手[2][4]
- 1990年（平成2年）4月 - ジョンズ・ホプキンズ大学医学部助教授[2][4]
- 1992年（平成4年）4月 - 大阪大学医学部附属バイオメディカル教育研究センター助教授[2][4]
- 1998年（平成10年）5月 - 国立大阪病院臨床研究部長[2][4]
- 2003年（平成15年）4月 - 国立大阪病院副院長[2][4]
- 2007年（平成19年）
  - 4月 - 国立病院機構理事[2][4]
  - 4月 - 国立病院機構大阪医療センター病院長[2][4]
- 2016年（平成28年）4月 - 国立病院機構理事長[4]